# Pyropia
Pyropia es un género de algas rojas de la familia Bangiaceae. Muchas especies en Pyropia estuvieron clasificadas anteriormente en Porphyra. El nori es una preparación tradicional de la cocina japonesa que se elabora a partir de varias especies de este género; por su parte, P. columbina se consume en Chile, donde recibe el nombre de "luche".

## Especies
El Registro Mundial de Especies Marinas, WoRMS, en inglés, acepta las siguientes especies de Pyropia:
- Pyropia abbottiae.  (V.Krishnamurthy) S.C.Lindstrom, 2011
- Pyropia acanthophora.  (E.C.Oliveira & Coll) M.C.Oliveira, D.Milstein & E.C.Oliveira, 2011
- Pyropia aeodes.  (N.J.Griffin, J.J. Bolton & R.J.Anderson) J.E.Sutherland, 2011
- Pyropia brumalis.  (Mumford) S.C.Lindstrom, 2011
- Pyropia cinnamomea.  (W.A.Nelson) W.A.Nelson, 2011
- Pyropia columbina.  (Montagne) W.A.Nelson, 2011
- Pyropia conwayae.  (S.C.Lindstrom & K.M.Cole) S.C.Lindstrom, 2011
- Pyropia crassa.  (Ueda) N.Kikuchi & M.Miyata, 2011
- Pyropia dentata.  (Kjellman) N.Kikuchi & M.Miyata, 2011
- Pyropia denticulata.  (Levring) J.A.Philips & J.E. Sutherland, 2011
- Pyropia drachii.  (Feldmann) J.Brodie, 2015
- Pyropia elongata.  (Kylin) Neefus & J.Brodie, 2011
- Pyropia endiviifolia.  (A.Gepp & E.Gepp) H.G.Choi & M.S.Hwang, 2011
- Pyropia fallax.  (S.C.Lindstrom & K.M.Cole) S.C.Lindstrom, 2011
- Pyropia francisii.  W.A.Nelson & R.D'Archino, 2014
- Pyropia fucicola.  (V.Krishnamurthy) S.C.Lindstrom, 2011
- Pyropia gardneri.  (G.M.Smith & Hollenberg) S.C.Lindstrom, 2011
- Pyropia haitanensis.  (T.J.Chang & B.F.Zheng) N.Kikuchi & M.Miyata, 2011
- Pyropia hiberna.  (S.C.Lindstrom & K.M.Cole) S.C.Lindstrom, 2011
- Pyropia hollenbergii.  (E.Y.Dawson) J.E.Sutherland, L.E.Aguilar Rosas & R.Aguilar Rosas, 2011
- Pyropia ishigecola.  (A.Miura) N.Kikuchi & M.Miyata, 2011
- Pyropia kanakaensis.  (Mumford) S.C.Lindstrom, 2011
- Pyropia katadae.  (A.Miur) M.S.Hwang, H.G.Choi, N.Kikuch & M.Miyata, 2011
- Pyropia kinositae.  (Yamada & Tak. Tanaka) N.Kikuchi, M.Miyata, M.S.Hwang & H.G.Choi, 2011
- Pyropia koreana.  (M.S.Hwang & I.K.Lee) M.S.Hwang, H.G.Choi Y.S.Oh & I.K.Lee, 2011
- Pyropia kuniedae.  (Kurogi) M.S.Hwang & H.G.Choi, 2011
- Pyropia kurogii.  (S.C.Lindstrom) S.C.Lindstrom, 2011
- Pyropia lacerata.  (A.Miura) N.Kikuchi & M.Miyata, 2011
- Pyropia lanceolata.  (Setchell & Hus) S.C.Lindstrom, 2011
- Pyropia leucosticta.  (Thuret) Neefus & J.Brodie, 2011
- Pyropia moriensis.  (Ohmi) N.Kikuchi & M.Miyata, 2011
- Pyropia nereocystis.  (C.L.Anderson) S.C.Lindstrom, 2011
- Pyropia njordii.  Mols-Mortensen, J.Brodie & Neefus, 2012
- Pyropia onoi.  (Ueda) N.Kikuchi & M.Miyata, 2011
- Pyropia orbicularis.  M.E.Ramírez, L.Contreras Porcia & M.-L.Guillemin, 2014
- Pyropia parva.  A.Vergés & N.Sánchez, 2014
- Pyropia peggicovensis.  H.Kucera & G.W.Saunders, 2012
- Pyropia pendula.  (E.Y.Daywson) J.E.Sutherland, L.E.Aguilar Rosas & R.Aguilar rosas, 2011
- Pyropia perforata.  (J.Agardh) S.C.Lindstrom, 2011
- Pyropia plicata.  W.A.Nelson, 2013
- Pyropia pseudolanceolata.  (V.Krishnamurthy) S.C.Lindstrom, 2011
- Pyropia pseudolinearis.  (Ueda) N.Kikuchi, M.Miyata, M.S.Hwang & H.G.Choi, 2011
- Pyropia pulchella.  (Ackland, J.A.West, J.L.Scott & Zuccarello) T.J.Farr & J.E.Sutherland, 2011
- Pyropia rakiura.  (W.A.Nelson) W.A.Nelson, 2011
- Pyropia raulaguilarii.  Mateo-Cid, Mendoza-González & Sentíes, 2012
- Pyropia saldanhae.  (Stegenga, J.J.Bolton & R.J.Anderson) J.E.Sutherland, 2011
- Pyropia seriata.  (Kjellman) N.Kikuchi & M.Miyata, 2011
- Pyropia smithii.  (Hollenberg & I.A.Abbott) S.C.Lindstrom, 2011
- Pyropia spiralis.  (E.C.Oliveira & Coll) M.C.Oliveira, D.Milstein & E.C.Oliveira, 2011
- Pyropia suborbiculata.  (Kjellman) J.E.Sutherland, H.G.Choi, M.S. Hwang & W.A.Nelson, 2011
- Pyropia tanegashimensis.  (Shinmura) N.kikuchi & E. Fujiyoshi, 2011
- Pyropia tenera.  (Kjellman) N.Kikuchi, M.Miyata, M.S.Hwang & H.G.Choi, 2011
- Pyropia tenuipedalis.  (A.Miura) N.Kikuchi & M.Miyata, 2011
- Pyropia thulaea.  (Munda & P.M.Pedersen) Neefus, 2011
- Pyropia thuretii.  (Setchell & E.Y.Dawson) J.E.Sutherland, L.E.Aguilar Rosas & R. Aguilar Rosas, 2011
- Pyropia torta.  (V.Krishnamurthy) S.C.Lindstrom, 2011
- Pyropia vietnamensis.  (Tak. Tanaka & P.H.Ho) J.E.Sutherland & Monotilla, 2011
- Pyropia virididentata.  (W.A.Nelson) W.A.Nelson, 2011
- Pyropia yezoensis.  (Ueda) M.S.Hwang & H.G.Choi, 2011